# Colonia (phim)
Colonia (The Colony), tựa Việt: Tình yêu thời bạo loạn hay Bạo loạn ở Colonia là một bộ phim lịch sử lãng mạn pha trộn yếu tố giật gân năm 2015 của đạo diễn Florian Gallenberger, sản xuất bởi Benjamin Herrmann, được viết của Torsten Wenzel và Gallenberger, và có sự tham gia của Emma Watson, Daniel Brühl và Michael Nyqvist. Bộ phim lấy bối cảnh của Cuộc đảo chính quân sự Chile năm 1973 và "Colonia Dignidad", một giáo phái khét tiếng ở miền Nam Chile, dẫn đầu bởi Nhà truyền giáo, giáo dân Đức Paul Schäfer. Bộ phim là sự hợp tác quốc tế của các nền điện ảnh Vương quốc Anh, Đức, Luxembourg, và Pháp.
Quay phim chính bắt đầu vào ngày 2 tháng 10 năm 2014 tại Luxembourg; phim cũng lấy bối cảnh ở Đức và Argentina. Bộ phim đã tổ chức buổi ra mắt thế giới tại Liên hoan phim quốc tế Toronto năm 2015 trong phần Thuyết trình đặc biệt. Bộ phim được phát hành tại Đức vào ngày 18 tháng 2 năm 2016, Vương quốc Anh vào ngày 1 tháng 7 năm 2016 và ở Pháp vào ngày 20 tháng 7 năm 2016.

## Tóm tắt
Vào năm 1973, Daniel và Lena, một cặp vợ chồng trẻ người Đức, bị vướng vào một cuộc đảo chính quân sự Chile vào thời điểm những người ủng hộ Tổng thống bị phế truất Salvador Allende đang bị vây quanh bởi quân đội dưới quyền Augusto Pinochet. Khi Daniel bị cảnh sát bí mật của Pinochet bắt cóc - DINA, Lena cố gắng tìm và cứu bạn trai của mình. Cô theo dõi anh ta đến một tổ chức bịt kín tên là "Colonia Dignidad", tự thể hiện như một nhiệm vụ từ thiện được điều hành bởi một nhà truyền giáo giáo dân, Paul Schäfer. Lena tham gia tổ chức để giải cứu bạn trai của mình, chỉ để biết đó là một giáo phái mà không ai từng trốn thoát. Cô sau đó tìm thấy Daniel, người hành động tàn tật bị bỏ qua. Daniel phát hiện ra tổ chức này cũng là một trung tâm hoạt động bất hợp pháp của DINA. Lena và Daniel cố gắng trốn thoát khỏi Colonia Dignidad cùng với Ursel, một y tá đang mang thai. Ursel bị giết và cả Lena và Daniel trốn thoát đến đại sứ quán Tây Đức. Nhân viên từ đại sứ quán phản bội họ nhưng những người yêu nhau rời khỏi đất nước bằng đường hàng không, với bằng chứng hình ảnh chống lại Colonia Dignidad.

## Diễn viên
- Emma Watson trong vai Lena, một phụ nữ trẻ tham gia giáo phái Colonia Dignidad để giải cứu bạn trai Daniel.
- Daniel Brühl trong vai Daniel, bạn trai của Lena, một công dân Tây Đức bị bắt cóc bởi cảnh sát bí mật của Tướng Augusto Pinochet DINA.
- Michael Nyqvist vai Paul Schäfer, lãnh đạo của Colonia Dignidad.
- Richenda Carey vai Gisela
- Vicky Krieps vai Ursel
- Jeanne Werner vai Doro
- César Bordón vai Manuel Ngược lại
- August Zirner vai Đại sứ quán Đức
- Martin Wuttke vai là Niels Biedermann
- Julian Ovenden vai là Roman Breuer
- Barsol Nicolás vai Jorge

## Phát hành
Colonia được công chiếu tại Liên hoan phim quốc tế Toronto vào ngày 13 tháng 9 năm 2015. Ngay sau đó, Screen Media Films có được quyền phân phối tại Hoa Kỳ cho bộ phim. Bộ phim cũng được chiếu tại Liên hoan phim quốc tế Berlin vào ngày 12 tháng 2 năm 2016. Bộ phim được phát hành tại Đức vào ngày 18 tháng 2 năm 2016 bởi Majestic Filmverlih, tại Vương quốc Anh vào ngày 1 tháng 7 năm 2016 bởi Signature Entertainment. và tại Pháp vào ngày 20 tháng 7 năm 2016 bởi Rezo Films. Bộ phim được phát hành dưới dạng giới hạn ở Hoa Kỳ và Canada vào ngày 15 tháng 4 năm 2016.